# Landkreis Bitterfeld
Landkreis Bitterfeld is een voormalig district (Landkreis) in de Duitse deelstaat Saksen-Anhalt. Het had een oppervlakte van 509,79 km² en een inwoneraantal van 100.695 (31 december 2005). Het district is tijdens de tweede herindeling van Saksen-Anhalt op 1 juli 2007 opgegaan in het nieuwe district Anhalt-Bitterfeld.

## Steden
De volgende steden liggen in het district:
- Bitterfeld
- Brehna
- Wolfen
- Jeßnitz (Anhalt)
- Raguhn